# LA Galaxy
Die LA Galaxy, auch unter der ausgeschriebenen Form Los Angeles Galaxy bekannt, ist ein Franchise der Profifußball-Liga Major League Soccer (MLS) aus Carson, Kalifornien in der Metropolregion Los Angeles. Das Franchise wurde 1995 gegründet und nahm in der Premierensaison 1996 der MLS den Spielbetrieb auf. Die Teamfarben sind Blau (Deep Space Blue), Gold und Weiß. Der Name „Galaxy“ bezieht sich auf Los Angeles als Heimat zahlreicher Hollywood-Stars. Eigentümer des Franchise ist die Anschutz Entertainment Group.
Galaxy hat nach den Seattle Sounders den zweithöchsten Zuschauerschnitt der gesamten MLS. Zu den größten Fanklubs gehören die „Galaxians“ und die „Los Angeles Riot Squad“. Maskottchen der Galaxy ist „Cozmo“, ein froschähnlicher Außerirdischer.
LA Galaxy war der erste MLS-Klub, der eine Saison mit einem finanziellen Gewinn abgeschlossen hat. Neben D.C. United und Seattle Sounders ist Galaxy einer von drei US-amerikanischen Klubs, der die heutige CONCACAF Champions Cup gewann. Zudem ist das Franchise mit aktuell sechs Titeln Rekordsieger des MLS Cup (Stand: Dezember 2024).

## Geschichte

### 1995–1996: Gründungsjahre
Die Major League Soccer wurde 1992, im Zuge der Vergabe der Fußball-Weltmeisterschaft an die USA, gegründet. Die erste MLS-Saison wurde 1996 ausgespielt. LA Galaxy gehörte zu den Gründungsmitgliedern der neuen nordamerikanischen Profiliga. In der ersten Saison erreichten die Kalifornier den ersten Platz in der Western Conference und unterlagen im Finale um den MLS Cup gegen DC United. Trainiert wurde die Mannschaft damals von dem Deutschen Lothar Osiander, der in den 1980er Jahren u. a. die US-amerikanische Fußballnationalmannschaft trainiert hatte. Erfolgreichster Spieler war Eduardo Hurtado, der 21 Tore erzielen konnte und zum „Most Valuable Player“ der MLS ernannt wurde.

### 1997–2005: Die Erfolgsjahre
Die zweite MLS Saison startete für die Kalifornier mit einem Sieg in acht Spielen. Bis zum Ende der Regular Season erkämpfte sich Galaxy dennoch einen Platz in Play-offs. Im Conference Halbfinale unterlag die Mannschaft gegen Dallas Burn. International nahm LA Galaxy in diesem Jahr an dem CONCACAF Champions Cup teil, wo man das Finale erreichen konnte. Dort unterlagen die Kalifornier CD Cruz Azul mit 3:5.
In den kommenden Jahren schaffte es die Mannschaft immer wieder die vorderen Ränge der Tabelle einzunehmen. 2000 konnte mit dem Gewinn des CONCACAF Champions Cups der erste internationale Titel gefeiert werden. Ein Jahr später holte die Mannschaft den Lamar Hunt U.S. Open Cup im Finale gegen New England Revolution. Die lang anhaltende Erfolgsserie von LA Galaxy wurde 2002 mit dem Gewinn des MLS Cups gekrönt. Dies konnte die Mannschaft 2005 wiederholen und gleichzeitig auch den US Open Cup zum zweiten Mal gewinnen. Damit holten sie als drittes Team der MLS-Geschichte das Double. In dieser Zeit gehörten dem Kader immer mehr internationale Spieler an. Die bekanntesten waren Andreas Herzog, Jorge Campos, Luis Hernández oder auch Cobi Jones.

### 2006–2010
Die Saison 2006 verlief enttäuschend. Zum ersten Mal in der Vereinsgeschichte verpasste das Team die Play-offs. Der Trainer Steve Sampson wurde während der Saison entlassen und durch Frank Yallop ersetzt. Manager Doug Hamilton verstarb auf dem Rückflug von einem CONCACAF-Champions-Cup-Spiel bei Deportivo Saprissa (Costa Rica) an einem Herzinfarkt.
Im November 2006 verkündete Clubpräsident Alexi Lalas, dass der Klub an einer Verpflichtung des englischen Nationalspielers David Beckham interessiert ist. Am 11. Januar 2007 bestätigte David Beckham den Wechsel von Real Madrid zu Los Angeles, am 21. Juli 2007 bestritt „Becks“ sein erstes Spiel für Galaxy, wobei sie abermals die Play-offs verpassten. 2007 erhielt die Mannschaft mit Herbalife zum ersten Mal einen Trikotsponsor. Der 4,5 Millionen Dollar Vertrag wurde für 5 Jahre unterzeichnet.
Auch in der Saison 2008 konnte Galaxy nicht die Play-offs erreichen. Aufgrund dieses frühen Ausscheidens aus der Meisterschaft überwinterten die beiden Stars David Beckham und Landon Donovan per Leihe beim AC Milan bzw. beim FC Bayern München in Europa, um sich für die neue Saison fitzuhalten.
Die MLS Saison 2009 konnte durch den Einzug ins Finale der Play-offs gekrönt werden. Dort unterlag Galaxy gegen Real Salt Lake im Elfmeterschießen. Zuvor wurde die Mannschaft erster in der Western Conference, verpasste aber den Gewinn des MLS Supporters’ Shield, da die Columbus Crew einen Punkt mehr erreichen konnte. Bester Torschütze war Landon Donovan mit 12 Treffern. Als Zweitplatzierter der Regular Season qualifizierte sich LA Galaxy für die CONCACAF Champions League 2010/11. In der Preliminary Round, der Qualifikationsrunde des Turniers, schied das Team gegen den Puerto Rico Islanders FC aus.
Am letzten Spieltag der Regular Season der MLS Saison 2010 konnte die Mannschaft den MLS Supporters’ Shield gewinnen. Damit qualifizierte sich Galaxy für die CONCACAF Champions League 2011/12. Erfolgreichster Torschütze war Edson Buddle, er erzielte 17 Tore in der Regular Season.

### 2011: MLS Cup
Am Ende der Regular Season der nachfolgenden Saison erhielt die Mannschaft erneut den MLS Supporters’ Shield. In den anschließenden Play-offs trafen die Galaxies auf die New York Red Bulls im Viertelfinale. Im Hinspiel siegte man mit 1:0 und auch das Rückspiel ging mit einem 2:1 an die Kalifornier. Im Halbfinale wurde Real Salt Lake mit 3:1 besiegt. Im Finale um den MLS Cup traf LA Galaxy auf Houston Dynamo. In der 72. Minute erzielte Landon Donovan den Siegtreffer und bescherte seiner Mannschaft damit den dritten MLS Cup.

### Seit 2012
Am Ende der Saison 2012 verließ David Beckham nach fünf Jahren die Galaxies. Sein letztes Spiel war das Finale um den MLS Cup 2012. Die Vorjahressieger der Play-offs konnten hier wiederum siegreich sein und gewann den Cup zum vierten Mal. Nachdem die Mannschaft 2013 nur ins Halbfinale der Play-offs gekommen war, siegte man 2014 wiederum im Finale der Play-offs. Am Ende der Saison gab Landon Donovan sein Karriereende bekannt. Mitte August 2024 verpflichtete der Verein den vormaligen deutschen Nationalspieler Marco Reus, mit dem er am 7. Dezember desselben Jahres im Finale durch ein 2:1-Sieg gegen New York Red Bulls die sechste Meisterschaft in der MLS errang. Am 11. Mai 2025 musste die LA Galaxy gegen denselben Verein mit 0:7 die höchste Niederlage in ihrer bisherigen Geschichte hinnehmen.

## Wappen und Farben
Die aktuellen Farben der Los Angeles Galaxies sind weiß, dunkelblau und gold. Mit der Ankunft von David Beckham im Jahr 2007 wurde das Logo und auch die Mannschaftsfarben geändert. Vorher waren gold, grün und weiß die bestimmenden Farben. In der ersten Saison trugen die Kalifornier noch schwarz und goldene Trikots.
Seit Gründung hatte das Franchise zwei Logos für seine Mannschaft. Das erste war gold, grün und schwarz. In der Mitte war der Schriftzug „Galaxy“ zu lesen. 2007 wurde das Logo geändert.

Logo von 1996 bis 2007
Logo seit 2007

## Stadion
- Rose Bowl; Pasadena, Kalifornien (1996–2002)
- Titan Stadium; Fullerton, Kalifornien (1999–2002) 9 Spiele im US Open Cup
- Dignity Health Sports Park; Carson, Kalifornien (seit 2003)

Von 1996 bis 2002 wurden alle Heimspiele in dem 92.542 Zuschauer fassenden Rose Bowl in Pasadena, Kalifornien ausgetragen. Für die Spiele im US Open Cup wurde meist in das Titan Stadium, welches auf dem Gelände der California State University in Fullerton, Kalifornien liegt, ausgewichen.
2003 bezogen die Galaxies das damalige Home Depot Center, welches auf dem Campus der California State University in Carson, Kalifornien liegt. Namensgeber des Stadions ist seit dem 1. Januar 2019 die Non-Profit-Organisation Dignity Health. Das Stadion fasst 27.000 Zuschauer und war das zweite speziell für den Fußball gebaute Stadion in der MLS, wobei hier auch American Football und Rugby Spiele ausgetragen werden. Zwischen 2005 und 2014 teilte sich LA Galaxy das Stadion mit dem CD Chivas USA.

## Fans und Rivalen

### Fangruppierungen
Galaxy hat zurzeit drei organisierte Fangruppierungen: die Los Angeles Riot Squad (LARS), die Angel City Brigade (ACB) und die Galaxians.

### Maskottchen
Das Maskottchen der Galaxies ist ein froschähnlicher Außerirdischer mit Namen „Cozmo“. Laut seiner Vita hat er sich am 7. Juni 2003 von seinem Raumschiff aus in das Home Depot Center gebeamt. Im Universum ist er bekannt für seine Torwartreflexe in Lichtgeschwindigkeit.
Er ist bei den Fans für seine unterhaltsamen Einlagen während der Heimspiele beliebt. Hinzu kommt, dass er in ganz Südkalifornien herumreist um das Team zu repräsentieren und Kindern die Grundlagen des Fußballs beibringt.

### Hymne
Die Mannschafts-Hymne lautet auf Englisch „We are the Galaxy“, sie wird gesungen von der Gruppe Kinky.

### Rivalitäten
In den neunziger Jahren war D.C. United der Hauptrivale der LA Galaxy. Beide Mannschaften standen sich 1996 und 1999 im MLS Cup gegenüber. Beide Spiele wurden von United gewonnen. Die Rivalität ist auch heute noch stark.
Nach der Jahrtausendwende entwickelte sich eine starke Rivalität mit den San José Earthquakes. 2001 gewannen die Earthquakes den MLS Cup durch einen 2:1-Sieg nach Verlängerung gegen die Galaxy. Nach der Saison 2005 wurden die Klublizenz der Earthquakes samt allen Spielern nach Houston transferiert und spielen seitdem dort als Houston Dynamo weiter. 2008 wurden die San José Earthquakes als 14. MLS Team wieder neugegründet.
Bis zum Saisonende 2014 waren CD Chivas USA der Hauptrivale der Galaxies. Beide Teams bestritten das bis dahin einzige Lokalderby der MLS und spielten während jeder Saison das sogenannte „Honda SuperClassico“ aus. Für viele Fans ging es aber bei dieser Rivalität mehr um Marketing als um Sport.

## Organisation

### Eigentümer und Management
Das MLS-Franchise LA Galaxy gehört seit Oktober 1998 zur Anschutz Entertainment Group, welche eine Tochtergesellschaft der Anschutz Corporation ist. Vertreten wird die AEG durch Philip F. Anschutz.
Alle wirtschaftlichen Belange werden von Kelly Cheeseman geleitet. Neben seiner Funktion als Trainer, war Bruce Arena auch General Manager des Franchises. Der ehemalige US-Nationalspieler Chris Klein ist Präsident des Franchises. Er ist verantwortlich für die öffentliche Repräsentation der Galaxies. Des Weiteren kümmert er sich um die Finanzierung der Academy und ist im Vorstand des schwedischen Fußballklub Hammarby IF, der ebenfalls Teil (49 %) der AEG ist.

### Sponsoren
Im März 2007 unterzeichnete LA Galaxy einen Fünfjahresvertrag mit dem US-amerikanischen Unternehmen Herbalife. Damit sicherte sich das Unternehmen die Rechte als Trikotsponsor der Mannschaft auftreten zu dürfen. In der Zwischenzeit wurde der Vertrag mehrfach verlängert.
Weitere Sponsoren sind unter anderem McDonald’s, Toyota, UPS und adidas.

### Medien
Seit dem Ende der Saison 2011 existiert ein 10-Jahres-Vertrag mit dem Fernsehsendernetzwerken Time Warner Cable SportsNet und Time Warner Cable Deportes, welche zum südkalifornischen Ableger des Unternehmens Time Warner Cable gehören. Insgesamt bringt dieser Vertrag den Kaliforniern 55 Millionen US-Dollar ein. Es ist damit einer der besten Verträge für die Ausstrahlungsrechte in der MLS. Alternativ werden Spiele von LA Galaxy auch bei Fox Sports West übertragen.
Alle Spiele können auch über die Radiosender KLAC AM 570 und KTLK 1150 AM empfangen werden. Der Senderadius beschränkt sich hierbei auf das Los Angeles County und Orange County.

## Spieler und Mitarbeiter

### Aktueller Kader
Stand: 24. Februar 2025
| Nr. |                    | Position | Name               |
| --- | ------------------ | -------- | ------------------ |
| 1   | Serbien            | TW       | Novak Mićović      |
| 2   | Japan              | AB       | Miki Yamane        |
| 3   | Argentinien        | AB       | Julián Aude        |
| 4   | Japan              | AB       | Maya Yoshida       |
| 5   | Danemark           | AB       | Zanka              |
| 6   | Vereinigte Staaten | MF       | Edwin Cerrillo     |
| 7   | Uruguay            | ST       | Diego Fagúndez     |
| 8   | Uruguay            | MF       | Lucas Sanabria     |
| 9   | Brasilien          | ST       | Matheus Nascimento |
| 10  | Spanien            | MF       | Riqui Puig         |
| 11  | Brasilien          | ST       | Gabriel Pec        |
| 12  | Vereinigte Staaten | TW       | JT Marcinkowski    |
| 14  | Vereinigte Staaten | AB       | John Nelson        |
| 15  | El Salvador        | AB       | Eriq Zavaleta      |

| Nr. |                    | Position | Name              |
| --- | ------------------ | -------- | ----------------- |
| 16  | Vereinigte Staaten | MF       | Isaiah Parente    |
| 17  | Vereinigte Staaten | ST       | Christian Ramírez |
| 18  | Deutschland        | MF       | Marco Reus        |
| 19  | Vereinigte Staaten | AB       | Mauricio Cuevas   |
| 21  | Vereinigte Staaten | ST       | Tucker Lepley     |
| 24  | Vereinigte Staaten | ST       | Ruben Ramos Jr    |
| 25  | Kolumbien          | AB       | Emiro Garcés      |
| 26  | Vereinigte Staaten | AB       | Harbor Miller     |
| 27  | Spanien            | ST       | Miguel Berry      |
| 28  | Ghana              | ST       | Joseph Paintsil   |
| 29  | Kamerun            | ST       | Aaron Bibout      |
| 31  | Vereinigte Staaten | TW       | Brady Scott       |
| 51  | Kamerun            | AB       | Ascel Essengue    |
| 77  | Vereinigte Staaten | TW       | John McCarthy     |

### Trainer
- Lothar Osiander (1996–1997)
- Octavio Zambrano (1997–1999)
- Sigi Schmid (1999–2004, 2017–2018)
- Steve Sampson (2004–2006)
- Frank Yallop (2006–2007)
- Ruud Gullit (2007–2008)
- Cobi Jones (2008) (Interimstrainer)
- Bruce Arena (2008–2016)
- Curt Onalfo (2016–2017)
- Sigi Schmid (2017–2018)
- Dominic Kinnear (2018–2019) (Interimstrainer)
- Guillermo Schelotto (2019–2020)
- Greg Vanney (seit 2021)

## Reserve und Jugend

### Farmteam
Die LA Galaxy unterhält seit 2014 ein Farmteam, das bis 2022 unter dem Namen LA Galaxy II in der USL Championship (ehemals USL Pro und USL) spielte. Zur Saison 2023 folgte der Wechsel in die MLS Next Pro, 2024 eine Umbenennung in Ventura County FC.

### Galaxy Youth Academy
Die Jugendarbeit bei LA Galaxy übernimmt die Galaxy Youth Academy. Die U-18 und die U-16 Mannschaften spielen in den Ligen der U.S. Soccer Development Academy, einem Jugendligensystem in den USA. Die U-14 und U-12 Mannschaften tragen ihre Spiele in der Southern California Developmental Soccer Leagues (SCDSL) aus.

## Erfolge
- CONCACAF Champions’ Cup
  - Sieger (1): 2000
  - Finale (1): 1997

- MLS Cup
  - Sieger (6): 2002, 2005, 2011, 2012, 2014, 2024
  - Finale (4): 1996, 1999, 2001, 2009

- MLS Supporters’ Shield
  - Sieger (4): 1998, 2002, 2010, 2011

- MLS Western Conference
  - Sieger (Regular Season) (8): 1996, 1998, 1999, 2001, 2002, 2009, 2010, 2011
  - Sieger (Playoffs) (10): 1996, 1999, 2001, 2002, 2005, 2009, 2011, 2012, 2014, 2024

- Lamar Hunt U.S. Open Cup
  - Sieger (2): 2001, 2005
  - Finale (2): 2002, 2006

- North American SuperLiga
  - Finale (1): 2007

- Pan-Pacific Championship
  - Finale (1): 2009

## Statistiken

### Saisonbilanz
| Saison | Regular Season   | Play-offs             | Lamar Hunt U.S. Open Cup | CONCACAF Champions League |
| ------ | ---------------- | --------------------- | ------------------------ | ------------------------- |
| 1996   | 1. Platz (West)  | Finale                | nicht teilgenommen       | nicht teilgenommen        |
| 1997   | 2. Platz (West)  | Viertelfinale         | nicht teilgenommen       | Finale                    |
| 1998   | 1. Platz (West)  | Halbfinale            | nicht teilgenommen       | nicht qualifiziert        |
| 1999   | 1. Platz (West)  | Finale                | Viertelfinale            | Qualifikationsrunde       |
| 2000   | 2. Platz (West)  | Halbfinale            | Halbfinale               | Sieger                    |
| 2001   | 1. Platz (West)  | Finale                | Sieger                   | nicht ausgetragen         |
| 2002   | 1. Platz (West)  | Meister               | Finale                   | nicht qualifiziert        |
| 2003   | 4. Platz (West)  | Viertelfinale         | Halbfinale               | Viertelfinale             |
| 2004   | 2. Platz (West)  | Halbfinale            | Achtelfinale             | nicht qualifiziert        |
| 2005   | 4. Platz (West)  | Meister               | Sieger                   | nicht qualifiziert        |
| 2006   | 5. Platz (West)  | nicht qualifiziert    | Finale                   | Viertelfinale             |
| 2007   | 5. Platz (West)  | nicht qualifiziert    | 3. Runde                 | nicht qualifiziert        |
| 2008   | 6. Platz (West)  | nicht qualifiziert    | 2. Qualifikationsrunde   | nicht qualifiziert        |
| 2009   | 1. Platz (West)  | Finale                | 1. Qualifikationsrunde   | nicht qualifiziert        |
| 2010   | 1. Platz (West)  | Halbfinale            | Viertelfinale            | nicht qualifiziert        |
| 2011   | 1. Platz (West)  | Meister               | Viertelfinale            | Vorrunde                  |
| 2012   | 4. Platz (West)  | Meister               | 3. Runde                 | Gruppenphase              |
| 2013   | 3. Platz (West)  | Conference Halbfinale | 3. Runde                 | Halbfinale                |
| 2014   | 2. Platz (West)  | Meister               | 5. Runde                 | nicht teilgenommen        |
| 2015   | 5. Platz (West)  | Vorrunde              | Viertelfinale            | Viertelfinale             |
| 2016   | 3. Platz (West)  | Conference Halbfinale | Halbfinale               | nicht qualifiziert        |
| 2017   | 11. Platz (West) | nicht qualifiziert    | Viertelfinale            | nicht qualifiziert        |
| 2018   | 7. Platz (West)  | nicht qualifiziert    | Achtelfinale             | nicht qualifiziert        |
| 2019   | 5. Platz (West)  | Viertelfinale         | Achtelfinale             | nicht qualifiziert        |
| 2020   | 10. Platz (West) | nicht qualifiziert    | Turnier eingestellt      | nicht qualifiziert        |
| 2021   | 8. Platz (West)  | nicht qualifiziert    | Turnier abgesagt         | nicht qualifiziert        |
| 2022   | 4. Platz (West)  | Viertelfinale         | Viertelfinale            | nicht qualifiziert        |
| 2023   | 13. Platz (West) | nicht qualifiziert    | Viertelfinale            | nicht qualifiziert        |
| 2024   | 2. Platz (West)  | Meister               | nicht eingetragen        | nicht qualifiziert        |

1. ↑  Seit 2002 beginnt der Wettbewerb jeweils im Herbst des vorherigen Jahres. Bis 2008 unter dem Namen CONCACAF Champions' Cup.

### Mannschaftsrekorde
Diese Rekorde beziehen sich auf die Regular Season bis einschließlich der Saison 2014:
- Meiste Spiele:  Cobi Jones, 306
- Meiste Tore:  Landon Donovan, 112
- Meiste Assists:  Landon Donovan, 107
- Meiste Spiele ohne Gegentor:  Kevin Hartman, 62

### Besucherschnitt
Regular Season / Play-offs
- 1996: 28.916[26] / 27.759[22]
- 1997: 20.626[27] / 18.921[22]
- 1998: 21.784[28] / 17.577[22]
- 1999: 17.632[29] / 16.307[22]
- 2000: 20.400[30] / 17.215[22]
- 2001: 17.387[31] / 9.278[22]
- 2002: 19.047[32] / 18.013[22]
- 2003: 21.983[33] / 20.201[22]
- 2004: 23.809[34] / 20.026[22]
- 2005: 24.204[35] / 17.466[22]
- 2006: 20.814[36] / nicht qualifiziert
- 2007: 24.252[37] / nicht qualifiziert
- 2008: 26.008 / nicht qualifiziert
- 2009: 20.416 / 26.186[22]
- 2010: 21.437 / 27.000[22]
- 2011: 23.335 / 21.171[22]
- 2012: 23.136 / 24.804
- 2013: 22.152 / 27.000
- 2014: 21.258 / 27.000